# 下巴伐利亚地区诺伊法恩
下巴伐利亚地区诺伊法恩（德語：Neufahrn in Niederbayern，官方拼写为，發音：[ˈnɔʏfaːɐ̯n ʔɪn ˈniːdɐˌbaɪɐn]）是德国巴伐利亚州下巴伐利亚行政区兰茨胡特县的市镇，面积38.76平方千米，2023年12月31日人口为4,538人。